# آلفا استار
آلفا استار (عربی: ألفا ستار لخدمات الطیران) یک شرکت ملی عربستان سعودی برای خدمات حمل و نقل هوایی خصوصی است که مقر آن در ریاض است. مدیرعامل آن سلیم بن عبید المظینی است. این شرکت هوایی برای پاسخگویی به تقاضای رو به رشد در هواپیمایی خصوصی ایجاد شده‌است. خدمات آن شامل مدیریت هواپیما، هواپیمایی، آمبولانس هوایی، خدمات مهندسی و پشتیبانی فنی، مشاوره هوایی، خدمات پشتیبانی زمینی و مدیریت فرودگاه است.

## فعالیت‌ها
فعالیت آلفا ستاره در سه حوزه مدیریت، عملیات و نگهداری هواپیما متمرکز است. این شرکت مشتاق است تا با توسعه مداوم و تغییر مستمر به جذب استعدادهای ملی و بین‌المللی در صنعت حمل و نقل هوایی، از جمله مدیریت هواپیما، هواپیمایی، آمبولانس هوایی، خدمات مهندسی و پشتیبانی فنی، مشاوره هوایی، پشتیبانی زمین و مدیریت فرودگاه بپردازد. آلفا استار با این فعالیتها توانسته در صدر شرکتهای پیشتاز در این بخش در عربستان سعودی و خاورمیانه باشد.

## اهداف
این شرکت هدف مشخصی را برای رهبری در بخش حمل و نقل هوایی دارد و آن اینکه می‌خواهد در بخش پروازی خصوصی پیشرو باشد.

## پیام
مأموریت آلفا ستاره ارائه خدمات هوایی برتر به مشتریان است و مدیریت صلاحیت و تخصص خود را برای دستیابی به بالاترین استانداردهای ایمنی و امنیتی می‌دهد. همچنین تلاش می‌کند روابط خود را تقویت کند و مشارکت‌های موفق و بلند مدت را با مشتریان خود برقرار کند.

## ارزش‌ها
آلفا استار بهترین شیوه‌های مطابق با بالاترین استانداردهای بین‌المللی را ارائه می‌دهد که مشتریان آنها را با بالاترین کیفیت خدمات و رفاه مطلق تضمین می‌کند. ایجاد اعتماد به نفس از طریق یک تیم از کارشناسان بسیار متعهد و مشتاق که عمیقاً از اهمیت آنچه که دارند، آگاهی دارند.

## کارکنان
تیم آلفا استار بر اساس نوآورانه‌ترین و لوکس‌ترین خدمات و خدمات جت خصوصی کار می‌کند بنحوی که مشتریان را قادر می‌سازد از راحتی و حفظ حریم خصوصی بهترین هواپیماهای لوکس لذت ببرند. خدمات آلفا استار برای پاسخگویی به خواسته‌های مشتریان و تمایلات کارکنان طراحی شده‌است.

## خدمات
تعداد پروازهای انجام شده توسط آلفا استار که در زمینه حمل و نقل هوایی خصوصی و تخلیه پزشکی در خاورمیانه و سراسر جهان انجام می‌شود حدود یک هزار پرواز در هر ماه است.

## مدیریت
خدمات آلفا استار عبارتند از انتصاب یک مدیر حسابدار با تجربه برای هر مشتری در آلفا استار که نشان دهنده جوهره ارتباط بین صاحب هواپیما - مشتری - و به عنوان یک مشاور متخصص در مدیریت روابط خصوصی برای کار و مدیریت هواپیما است.

## آمبولانس هوایی
آلفا ستاره آمادگی هرنوع شرایط اضطراری و بحرانی را داراست. تیم آمبولانس هوایی آلفا استار هوایی شامل شماری از مشاوران پزشکی واجد شرایط، پزشکان، متخصصان و تکنسین‌های آموزش دیده در تمام ساعات است.

## راه حل مشاوره حمل و نقل هوایی
آلفا استار در دسترس مشتری است با مجموعه‌ای از طیف وسیعی از توصیه‌ها و راه حل‌ها در صورت تمایل برای مدیریت هواپیما، بازرسی یا تعمیر و نگهداری یا هر گونه خدماتی برای هواپیمای خصوصی را تأمین می‌کند.

## مدیریت فرودگاه
مدیریت فرودگاه در آلفا استار تمام پروسه‌های لازم برای راه‌اندازی را که انعطاف‌پذیری کافی را برای انطباق با تمام الزامات فراهم می‌کند تهیه نموده‌است. همچنین دارای توانایی کنترل عملیات از یک مکان است.

## نمایشگاه‌ها و کنفرانس‌ها
آلفا ستاره در بسیاری از کنفرانس‌ها، انجمن‌ها و نمایشگاه‌های سراسر جهان شرکت کرده‌است که عبارتند از:
- نمایشگاه هوایی دبی ۸ نوامبر ۲۰۱۵.[۹]
- کنفرانس هوانوردی اروپا ۲۰۱۴.[۱۰]
- نمایشگاه بین‌المللی تجارت هواپیمای خاورمیانه در دسامبر ۲۰۱۴.
- نمایشگاه بینالمللی حمل و نقل هوایی سنگاپور، فوریه ۲۰۱۴.

## گواهینامه‌های بین‌المللی
این شرکت گواهینامه ایزو OHSAS 18001:2007 در زمینه عملیات هوای خدمات آمبولانس هوایی پشتیبانی فنی و مهندسی و پیشگیری دریافت داشته‌است.